# 深田三太夫 (5代目)
5代目深田 三太夫（ふかだ さんだゆう、弘化元年（1844年）9月23日 - 1902年2月6日）は、明治期の実業家、政治家。岡崎銀行、岡崎商業会議所（現・岡崎商工会議所）などの設立に携わる傍ら、初代岡崎町長を務めた。近代黎明期の岡崎の発展に寄与した人物の一人。

## 概要
岡崎城下の投町（現・岡崎市若宮町）で酒造業を営んでいた深田家に生まれる。幼名は嘉七。
5代目深田三太夫を襲名した嘉七は1870年（明治3年）に木綿問屋を開き、後に深田合名綿糸布問屋を設立した。
1880年（明治13年）10月、愛知県会議員に初当選し、3期務めた。
1881年（明治14年）、千賀伝三郎ら産業界の有力者らと岡崎貯金銀行を設立した。事業の発展に伴い、1889年（明治22年）5月に岡崎銀行の設立を出願。岡崎銀行は同年11月15日に認可され、翌1890年（明治23年）に伝馬329番戸の加藤賢治郎宅において開業した。
1889年（明治22年）10月1日、町村制施行に伴い、額田郡30町村が合併して岡崎町が発足。発足に伴い、11月11日、初代岡崎町長に就任した。
1892年（明治25年）、岡崎商業会議所（現・岡崎商工会議所）設立の発起人となり、その創設に尽力した。同年11月15日に農商務大臣の認可が下り、全国で16番目、愛知県では名古屋についで2番目の商業会議所の設立をみた。深田は岡崎商業会議所の設立時仮会頭を務め、1897年（明治30年）には会頭に就任した。この間、1894年（明治27年）には岡崎米穀取引所を設立し理事長に就任。1896年（明治29年）には両町の村松惣一郎と丸石合資会社（現・丸石醸造）を設立した。
電灯やガス事業の創設にも参画。事業を生きがいとした以外これといった道楽もなく、1902年（明治35年）2月6日に急逝した。家業は長男嘉一郎（6代目三太夫）が継いだ。
1961年（昭和36年）7月1日、岡崎市名誉市民に推挙された。

## ギャラリー
- 深田が創設に尽力した岡崎商業会議所（現・岡崎商工会議所）
- 1925年頃に建てられた岡崎銀行連尺支店と岡崎貯蓄銀行の建物
- 丸石醸造